# Helius (Eurhamphidia) auranticolor
Helius (Eurhamphidia) auranticolor is een tweevleugelige uit de familie steltmuggen (Limoniidae). De soort komt voor in het Australaziatisch gebied.